# Saksoński białogon

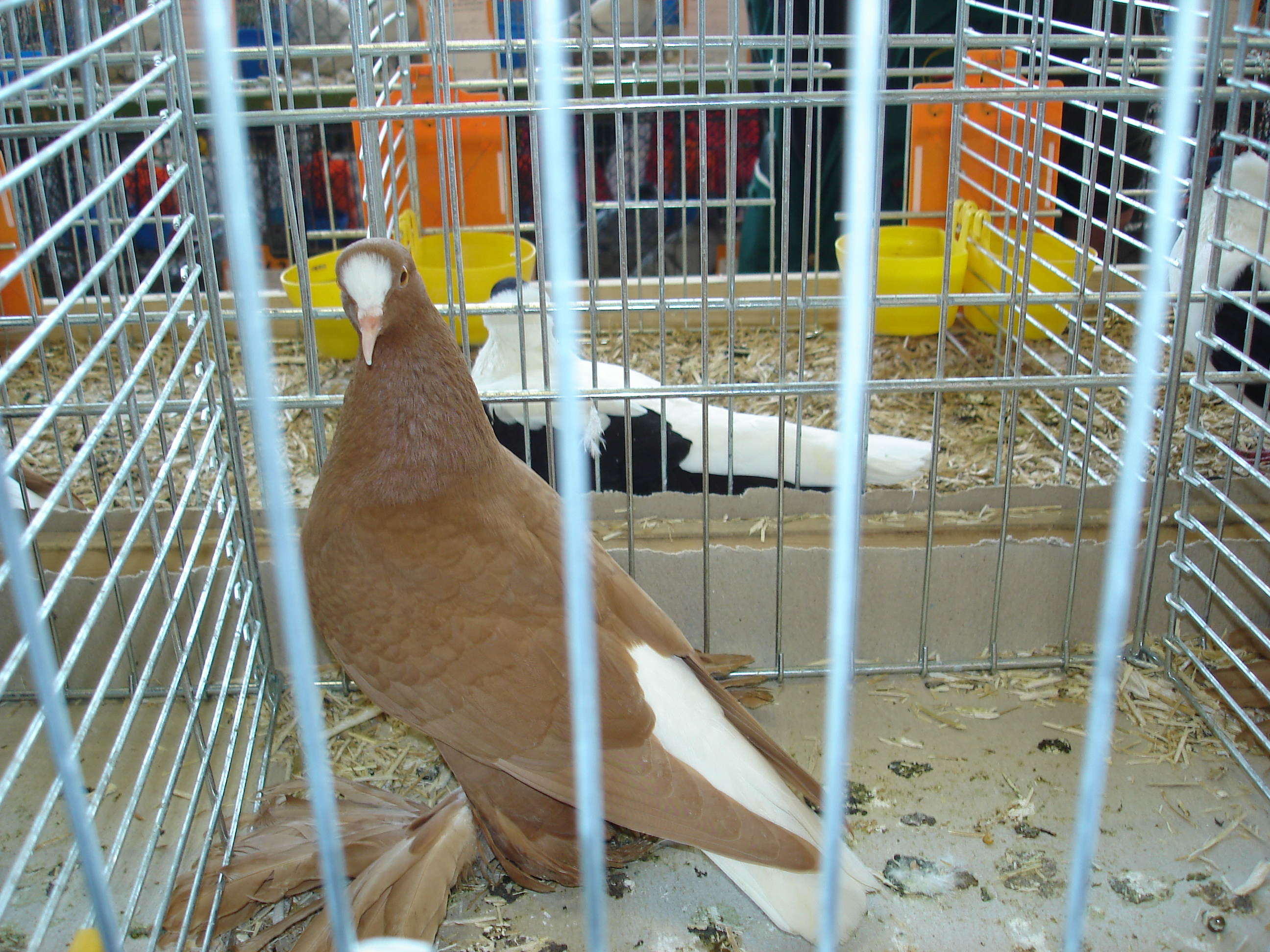
Saksoński białogon

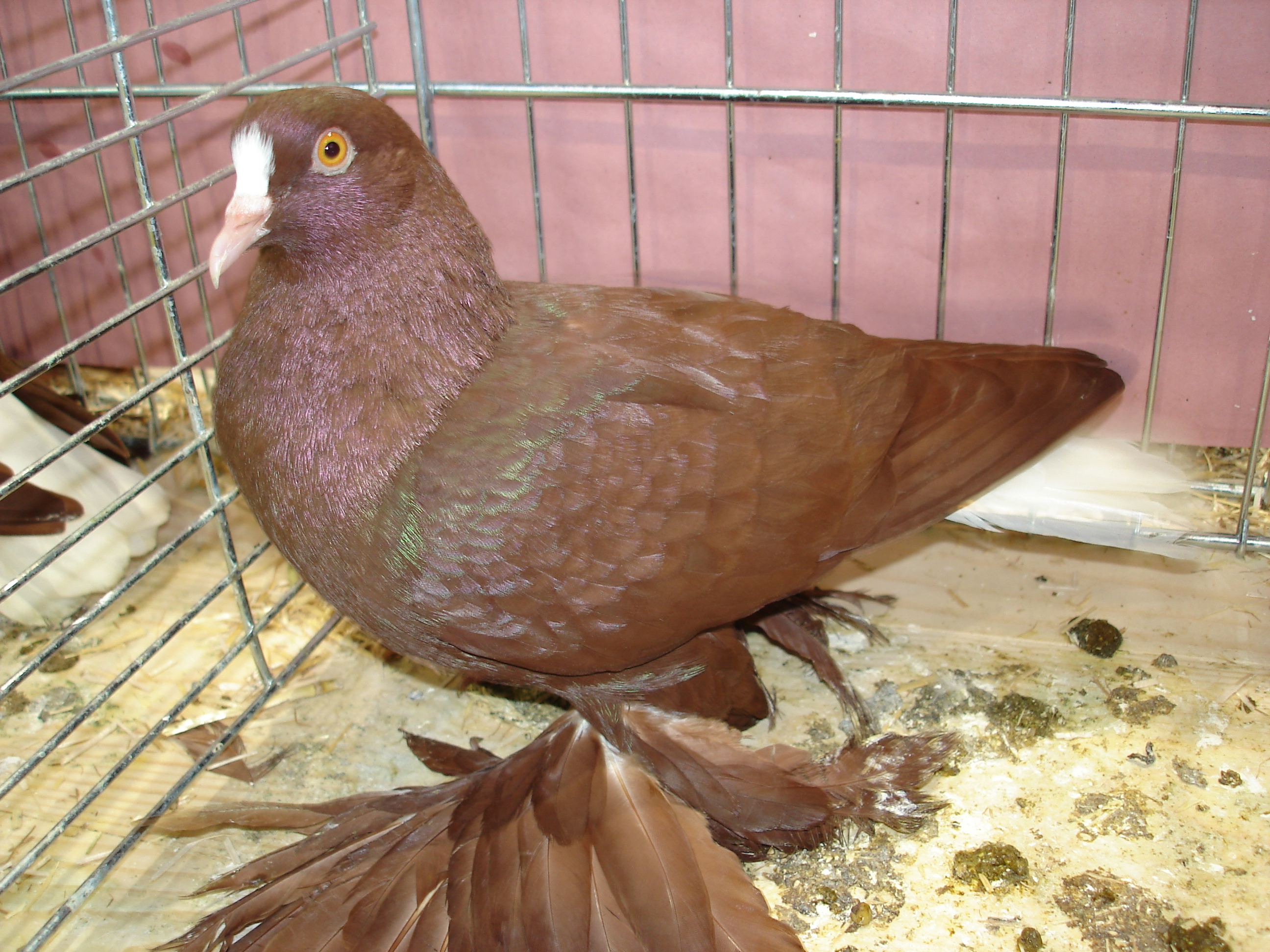
Saksoński białogon

Saksoński białogon – rasa gołębia domowego.

## Pochodzenie
Saksoński białogon pochodzi z Saksonii, należy do grupy 5. Turyńczycy mają także swojego białogona, podobnie hodowcy południowych Niemiec. Wszystkie łączy wspólny rysunek, ale różnią inne szczegóły. Południowoniemieckie białogony mają koronkę, turyńskie i saksońskie nie mają żadnych ozdób na głowie. Saksońskie białogony mają zaś bogato upierzone nogi, czyli tzw. łapcie. Ponadto wszystkie one różnią się pewnymi szczegółami w budowie. Saksoński białogon ma typową dla saksońskich gołębi barwnych budowę. Gdyby pozbawić go łapci, to w żadnym wypadku nie mógłby być uznany za białogona pochodzącego z Lasu Turyńskiego i okolic, bowiem gołębie z Turyngii charakteryzuje inna budowa i sposób poruszania się.
W 1818 roku w książce pt. Farbentaube (Gołębie barwne) opisane zostały gołębie z małą białą łyską i białym ogonem. Później w literaturze niemieckiej opisywano je regularnie (Ch. Buhle, G. Prütz i inni) i donoszono, że z takim rysunkiem występują gołębie z upierzonymi nogami jak i gładkonogie. Nie rozróżniano wówczas między saksońskimi, turyńskimi, południowoniemieckimi, a także śląskimi białogonami. Regionalne rasy uformowały się znacznie później.

## Budowa
Saksoński białogon jest gołębiem typu polnego; gołębiem silnym, o niskiej postawie, zawsze gładkogłowym, za to o mocno upierzonych nogach. Łapcie tworzą dobrze wypełniony piórami półokrąg.  Za krótkie łapcie oraz braki w upierzeniu łapci uważa się za duży błąd.  Bogate w pióra łapcie sprawiają wrażenie, że ma się do czynienia z gołębiem niezbyt dużym, ale za to krępym, pewnie stojącym na podłodze lub miejscu swojego odpoczynku. Słabą budowę uznaje się za dużą wadę. 
Jak u wszystkich gołębi saksońskich, głowa białogona jest okrągła, lecz nieco podłużna, a dziób średniej wielkości z niewielkimi nosówkami, biało przypudrowanymi. Czoło powinno być dobrze wysklepione. Płaskie i mało wysklepione czoło jest cechą dyskwalifikującą. Centralnie osadzone w głowie oczy u gołębi czarnych, niebieskich, niebieskopłowych, grochowych niebieskopłowych oraz miedzianych są ciemne, u czerwonych i żółtych zaś od pomarańczowych do żółtych. W miedzianej odmianie dopuszcza się szaroczarny kolor oczu. Wokół oczu u wszystkich odmian białogonów saksońskich powinna być wąska brew, u czerwonych i żółtych od bladej do czerwonej, u pozostałych odmian barwnych ciemna. Dopuszcza się pewne odstępstwo u odmiany miedzianej. Jasna brew u niej nie jest uznawana za wadę. 
Głowa osadzona jest na średniej długości szyi, szerokiej przy piersi. A więc i pierś jest szeroka, dobrze wysklepiona i dość nisko osadzona. Te cechy budowy są charakterystyczne dla większości gołębi barwnych z Saksonii. Ponadto saksońskie białogony mają szerokie plecy, zwarty ogon, a także szerokie skrzydła, dobrze przylegające do dość długich pleców. Chociaż stoją na stosunkowo wysokich nogach, głęboko osadzonych w korpusie, to jednak dzięki bogatym w pióra łapciom, nie wydają się być gołębiami wysokimi. Te wszystkie cechy czynią białogony saksońskie gołębiami eleganckimi i harmonijnie zbudowanymi. Za krótkie łapcie oraz braki w upierzeniu łapci uważa się za duży błąd.

## Rysunek i kolory
U gołębi należących do grupy 5 (barwne), prawidłowy rysunek oraz jakość kolorów odgrywają niebagatelną rolę. Należy zwracać szczególną uwagę na rysunek i barwę saksońskich białogonów. U saksońskich białogonów biały jest ogon i pokrycie ogona, ponadto czółko, które nie powinno być ani za małe, ani też za duże. Białe cętki na głowie oraz brak białego czółka uważa się za dużą wadę w upierzeniu. Za błąd uważa się także mniej niż dwanaście białych sterówek w ogonie.
Zwracać należy również uwagę na granicę pomiędzy bielą ogona a kolorowym upierzeniem na plecach. Zdecydowana i prosta powinna być granica między białymi piórami pokrycia ogona a kolorowym korpusem. Błędem jest biały klin i białe pióra w okolicach odbytu, oraz nalot podobny do pleśni na klinie. Pozostałe upierzenie, a więc głowa (z wyjątkiem małego czółka, wielkości fasolki), szyja, piersi, skrzydła, brzuch i plecy są kolorowe. Ze względu na występowanie u białogonów białej, niewielkiej łyski na głowie, dotykającej dzioba, ale nie szerszej niż woskówki, niełatwe jest osiągnięcie właściwego koloru dzioba. Dużym błędem jest jasna górna część dzioba u niebieskich i czarnych, oraz dziób z ciemniejszym nalotem u czerwonych i żółtych.
Dotąd znane i hodowane są białogony czarne z białymi pasami lub biało łuskowate. Biało łuskowate występują bez lub z rysunkiem zięby. Również licznie występują niebieskie bez lub z czarnymi albo białymi pasami, a także niebieskie biało łuskowate, niebieskie grochowe, niebieskopłowe bez lub z czarnymi albo białymi pasami, niebieskopłowe biało łuskowate, grochowe niebieskopłowe, czerwone, żółte i miedziane. Wszystkie kolory powinny być czyste i zdecydowane. Korpus u miedzianych powinien być czarny, o zdecydowanym i wyraźnym połysku, a tarcze skrzydeł kasztanowe, końce piór czarne lub z czarnym obramowaniem, lotki zaś na zewnątrz czarne, bez lub z brązowym rysunkiem zięby, wewnątrz, przy stosinie brązowe. Dopuszczalny jest słaby nalot na łapciach, po bokach korpusu i na klinie. Jednakże dużym uchybieniem jest u gołębi niebieskich rdzawy nalot i nierównomiernie rozłożony kolor, oraz brak połysku u czarnych, czerwonych i żółtych, a także bardzo ubogie pasy i łuskowatość. 
Saksońskim białogonom nakłada się obrączki o średnicy 11 milimetrów.